# ちょうこくしつ座
ちょうこくしつ座（ちょうこくしつざ、Sculptor）は、現代の88星座の1つ。18世紀半ばに考案された新しい星座で、彫刻家のアトリエがモチーフとされた。明るい星がなく、日本からは南天の低いところに見えるため、目立たない星座である。

## 主な天体
南天にあるためメシエ天体こそないが、特徴のある銀河があることからアマチュア天文家の観測対象となっている。この星座の領域には銀河南極があるなど銀河円盤が相対的に薄い領域であるため、遠方の銀河を天の川銀河内の天体の影響を受けずに観測することができる。

### 恒星

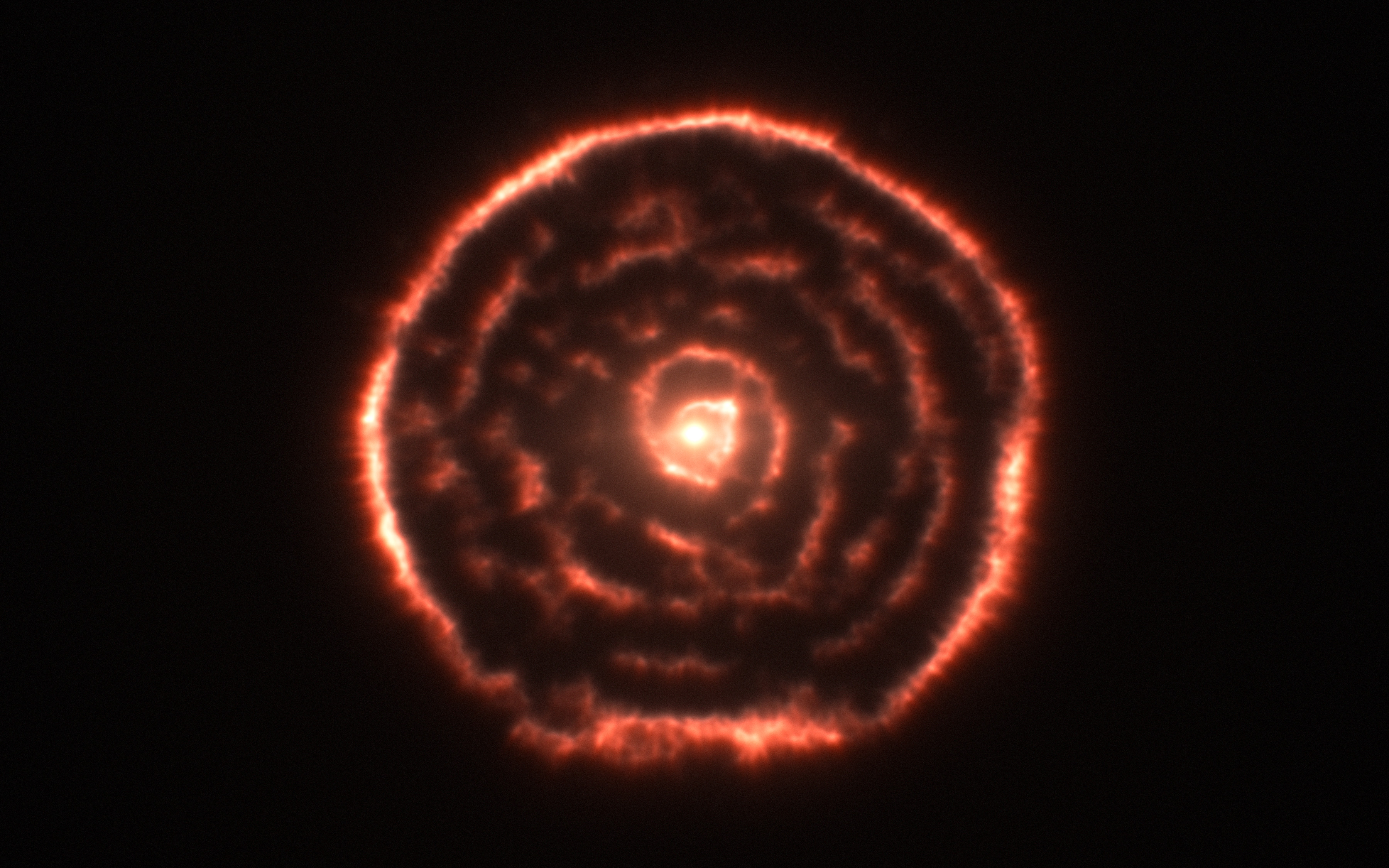
ALMAによって撮像されたちょうこくしつ座R星とその周囲の奇妙な渦巻構造。

2022年4月現在、国際天文学連合 (IAU) によって1個の恒星に固有名が認証されている。
- HD 4208：国際天文学連合の100周年記念行事「IAU100 NameExoworlds」でニカラグアに命名権が与えられ、主星はCocibolca、太陽系外惑星はXolotlanと命名された[5]。

その他、以下の恒星が知られている。
- α星：見かけの明るさ4.27等の4等星[6]。変光星としては回転変光星の一種である「おひつじ座SX型変光星」に分類される[7]。ちょうこくしつ座で最も明るく見える恒星。
- β星：見かけの明るさ4.37等の4等星[8]。ちょうこくしつ座で2番目に明るく見える恒星。
- R星：漸近巨星分枝段階にある炭素星[9]。SRB型の半規則型変光星。赤色巨星としては初めて周囲に渦巻き構造と球殻構造を同時に持つことが発見された[10]。
- HD 4113：G型主系列星のA星[11]、赤色矮星のB星[12]、褐色矮星のC星[13]からなる連星系。主星Aには太陽系外惑星が発見されている[11]。
- HD 225213：太陽系から14.17 光年の距離にある赤色矮星[14]。太陽系から20 パーセク以内にある恒星のデータを集録した「グリーゼカタログ」の1番に上げられた恒星である[14]。

### 星団・星雲・銀河

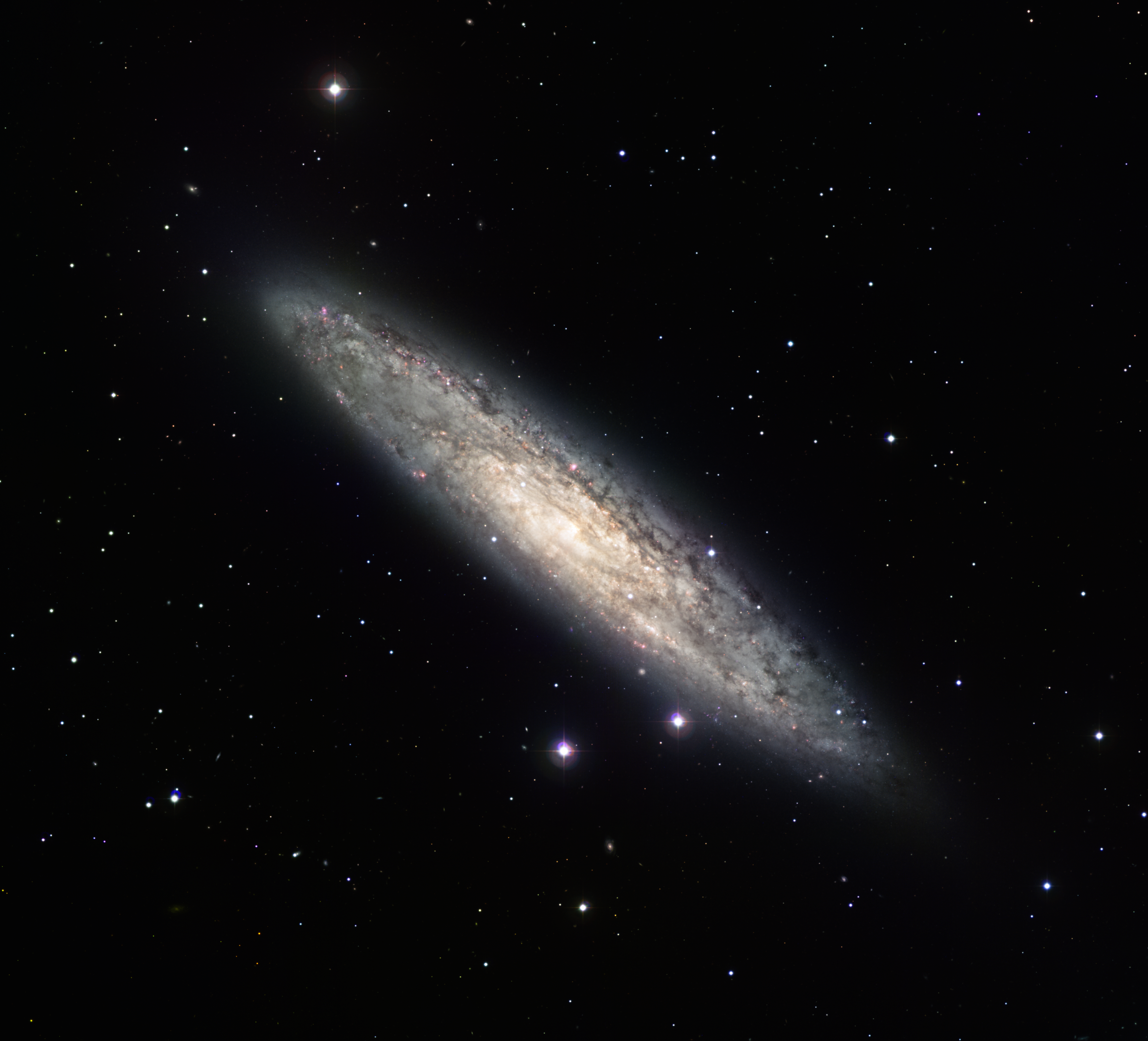
渦巻銀河NGC253。

- NGC 55：天の川銀河から約640万 光年離れた位置にある不規則銀河[15]。天の川銀河が属する局所銀河群とちょうこくしつ座銀河群の中間にある銀河の小規模なグループの中核となっている。日本国内から見える範囲にある銀河としては、アンドロメダ銀河、さんかく座銀河に次いで3番目に明るい銀河とされる[16]。パトリック・ムーア（英語版）がアマチュア天文家の観測対象に相応しい星団・星雲・銀河を選んだコールドウェルカタログの72番に選ばれている[17]。
- NGC 253：天の川銀河から約1200万 光年離れた位置にあるセイファート銀河で、「ちょうこくしつ座銀河群」の中心にある渦巻銀河[18]。英語では「Sculptor Filament」とも呼ばれる[18]。コールドウェルカタログの65番に選ばれている[17]。
- NGC 300：天の川銀河から約630万 光年離れた位置にある渦巻銀河[19]。NGC 55グループのコールドウェルカタログの70番に選ばれている[17]。
- ちょうこくしつ座矮小銀河：1937年にハーロー・シャプレーによって発見された、太陽系から約27万4000 光年の位置にある矮小楕円銀河で、天の川銀河の伴銀河となっている[20]。
- IC 5332：天の川銀河から約2500万 光年の位置にある渦巻銀河[21]。2022年にハッブル宇宙望遠鏡 (HST) とジェイムズ・ウェッブ宇宙望遠鏡 (JWST) のそれぞれが撮像した画像が公表されている[22]。
- ちょうこくしつ座銀河群：天の川銀河が属する局所銀河群に最も近い銀河群の1つ。天の川銀河から約1270万 光年の距離にある。
- Abell 2744：天の川銀河から約35億光年の距離にある銀河団[23]。その複雑な構造から「Pandora’s Cluster（パンドラの銀河団）」とも呼ばれる[23][24]。

ハッブル宇宙望遠鏡 (HST) とジェイムズ・ウェッブ宇宙望遠鏡 (JWST) による渦巻銀河IC 5332の撮像。
- HSTの広視野カメラ3 (WFC3) による撮像。近紫外線から近赤外線 (275 nm - 814 nm) の5つのフィルターを使った合成画像に着色したもの。
- JWSTの中間赤外線装置 (MIRI) による撮像。HSTに比べ渦状腕の微細な構造まで撮像されている。

### 流星群
2014年に58年ぶりに観測されたほうおう座流星群の放射点はこの星座の領域にあるとされた。

## 由来と歴史

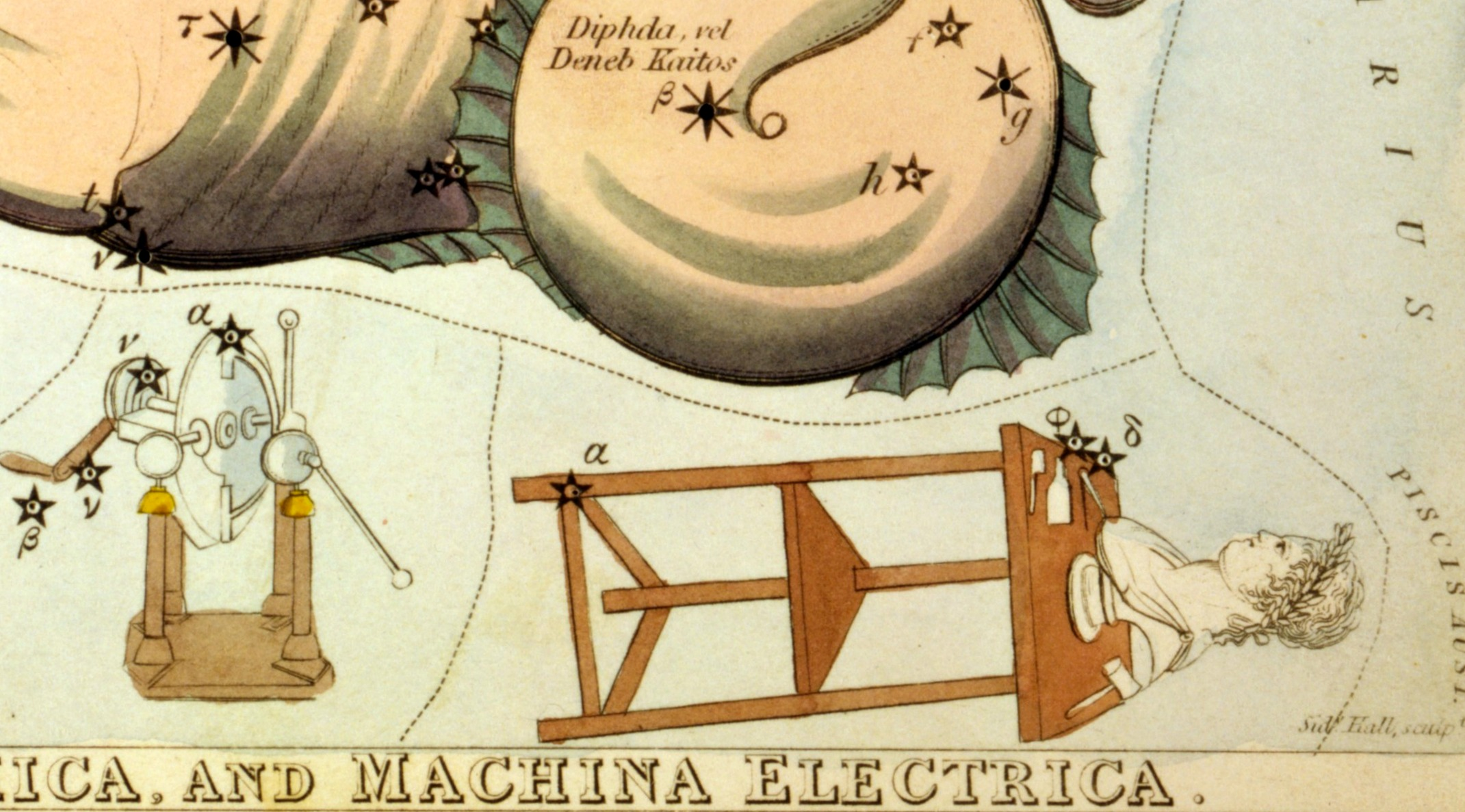
19世紀イギリスの星座カード集『ウラニアの鏡』に描かれたちょうこくしつ座。

ちょうこくしつ座は、18世紀中頃にニコラ＝ルイ・ド・ラカイユによって考案された。ラカイユが考案し現在も使われている14の星座の中では最も大きい。
1756年に刊行された1752年版のフランス科学アカデミーの紀要『Histoire de l'Académie royale des sciences』に掲載されたラカイユの星図の中で、フランス語で「彫刻家のアトリエ」を意味する「l’Atelier du Sculpteur」として描かれたのが初出である。ラカイユの死後1763年に刊行した著書『Coelum australe stelliferum』に掲載された第2版の星図では、ラテン語化された「Apparatus Sculptoris」と呼称が変更されている。
現在の「Sculptor」という学名は、イギリスの天文学者ジョン・ハーシェルが提案したものである。ジョン・ハーシェルは、1844年のフランシス・ベイリー宛の書簡の中で、Apparatus Sculptoris を「Sculptor」と短縮することを提案した。それを受けたベイリーが、翌年の1845年に刊行した『British Association Catalogue』において「Sculptor」と改めたことにより、以降この呼称が定着することとなった。
1922年5月にローマで開催されたIAUの設立総会で現行の88星座が定められた際にそのうちの1つとして選定され、星座名は Sculptor、略称は Scl と正式に定められた。新しい星座のため星座にまつわる神話や伝承はない。

### 中国
現在のちょうこくしつ座の領域は、中国の歴代王朝の版図から見える位置にあったが、この領域の星が二十八宿の星官に充てられていたか否かは説が分かれている。

## 呼称と方言
日本では、1910年（明治43年）2月刊行の日本天文学会の会誌『天文月報』第2巻第11号で星座名の改訂が示された際に「彫刻室」という呼称が使われている。この呼称は、1925年（大正14年）に初版が刊行された『理科年表』や1928年（昭和3年）に天文同好会の編集により新光社から刊行された『天文年鑑』第1号にもそのまま引き継がれている。戦後の1952年（昭和27年）7月、日本天文学会は「星座名はひらがなまたはカタカナで表記する」とした。このときに、Sculptor の訳名は「ちょうこくしつ」と定まり、以降この呼び名が継続して用いられている。
京都帝国大学の山本一清は、Sculptorは「彫刻室」或は彫刻家の工作室の意味であるが，こうした藝術家の作業室を，近年我國では，フランス語を其のまゝ「アトリエ」と一般に呼ぶやうになつてゐる．だから今の吾々の場合にも，彫刻室などギコチない言葉を用ゐないで，「アトリエ」といふ新日本語を其のまゝ採用して置くのが良いと思はれる．としており、自らが妥当と考える星座名の一覧では「アトリエ」という邦訳を充てていた。
現代の中国では玉夫座と呼ばれている。